# Ocotea huberi
Ocotea huberi är en lagerväxtart som beskrevs av H. van der Werff. Ocotea huberi ingår i släktet Ocotea och familjen lagerväxter. Inga underarter finns listade i Catalogue of Life.